# Sphaerogerinidae
Sphaerogerinidae es una familia de foraminíferos planctónicos de la superfamilia Favuselloidea, del suborden Globigerinina y del orden Globigerinida. Su rango cronoestratigráfico abarca el Rhaetiense (Triásico superior).

## Descripción
Sphaerogerinidae incluía foraminíferos planctónicos con conchas trocoespiraladas; sus cámaras eran globulares y crecían en tamaño de forma rápida; su abertura era interiomarginal, umbilical, con forma de arco y a veces bordeada por un estrecho labio; presentaban pared calcítica hialina, finamente perforada (tamaño de poro aproximadamente de 0.5 µm), con superficie fuertemente reticulada con crestas interporales perforadas.

## Discusión
Clasificaciones previas hubiesen incluido Sphaerogerinidae en la superfamilia Rotaliporoidea si se considera un favuselloideo, o más probablemente en la familia Oberhauserellidae, de la superfamilia Duostominoidea y del orden Robertinida.

## Clasificación
Sphaerogerinidae incluye al siguiente género:
- Sphaerogerina †